# Старая Буа
Ста́рая Буа́ (тат. Иске Буа) — деревня в Кайбицком районе Татарстана. Расположена в 2 км от реки Кубня, в 35 км юго-западнее районного центра Больших Кайбиц. Входит в состав Молькеевского сельского поселения.

## История
Основано в XVII веке.

## Население
- 1989 — 56 (татары)
- 1997 — 31
- 2010 — 21